# Собор Преображения (Маркем)

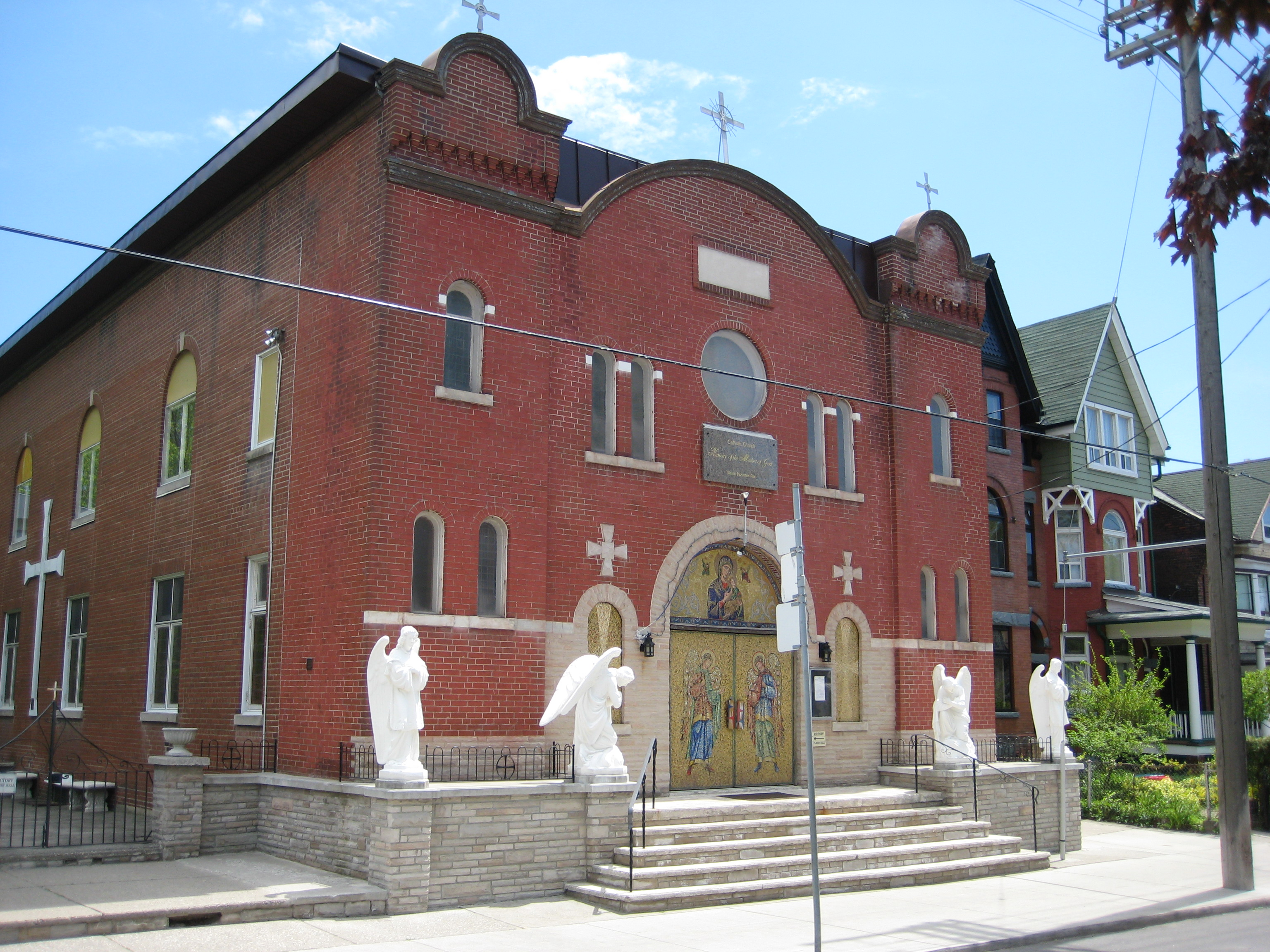
Собор Рождества Пресвятой Богородицы, в настоящее время — собор епархии святых Кирилла и Мефодия в Торонто

Собор Преображения Господня — церковное здание в Маркеме (часть Большого Торонто). Канонически относится к Епархии святых Кирилла и Мефодия Словацкой грекокатолической церкви. С 2006 по 2016 год собор был закрыт для публики, пока проводились обширные внутренние работы.

## История
Инициатором и главным ктитором сооружения храма явился канадский миллионер словацкого происхождения Штефан Болеслав Роман, сделавший состояние на добыче урана. В 1971 году он явился инициатором создания всемирного конгресса словаков, а в начале 1980-х годов приступил к строительству на принадлежащей ему земле церковного здания, которое должно было стать кафедральным собором словацкой грекокатолической общины в Канаде. За образец была взята построенная в 1909 году грекокатолическая церковь Покрова Пресвятой Богородицы в словацкой деревне Велки Русков (родной деревне Романа). Проект церкви был создан английским архитектором Дональдом Баттрессом. Новая церковь по форме повторяет здание в Велки Рускове, но значительно больше его в размерах.
В 1984 году фундамент церкви был освящён папой Иоанном Павлом II во время его визита в Канаду. Штефан Роман умер в 1988 году, на погребальной службе, состоявшейся в недостроенном здании, присутствовало 1600 человек. После смерти миллионера строительство продолжил фонд Slovak Greek Catholic Church Foundation, который возглавила Хелен Роман-Барбер, дочь покойного. Смета на строительство оказалась заметно выше запланированных расходов в 13 миллионов долларов, и фонд начал строительство жилых домов на окружающей территории, получившей название Катедралтаун.
24 сентября 1998 года в соборе прошла церемония интронизации на Торонтскую кафедру УГКЦ епископа Корнелия Пасичного, на которой присутствовали все украинские грекокатолические епископы Канады, гости с Украины и другие католические иерархи.
В 2006 году возник конфликт между епископом Джоном Пазаком, главой епархии святых Кирилла и Мефодия в Торонто, и Slovak Greek Catholic Church Foundation. В результате иерарх приказал вынести из здания алтарный камень, сакральные предметы и запретил грекокатолическим священникам проводить здесь литургии византийского обряда. Помимо этого, епископ обратился к священноначалию архиепархии Торонто с просьбой о запрете для проведения в здании месс римского обряда. Епископская кафедра была перенесена в небольшую церковь Рождества Пресвятой Богородицы.
Последний раз перед закрытием здание использовалось в 2008 году для рождественского концерта. Открыт вновь в 2017 году.

## Описание

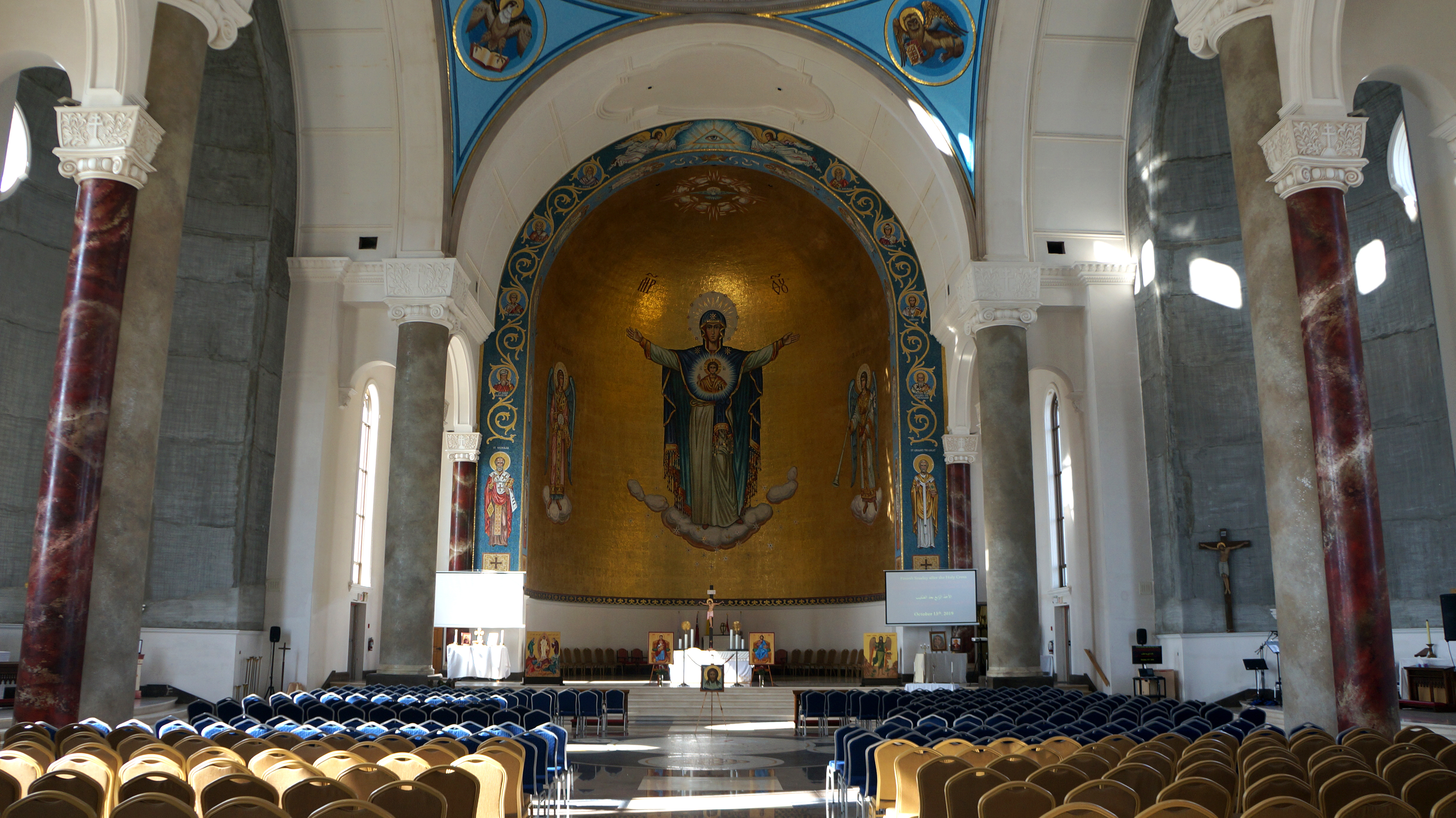
Интерьер здания

Собор представляет собой однонефное здание, главный портал которого украшают три башни, используемые как колокольни. Высота центральной башни 63 метра. Для церкви французской фирмой Паккар из бронзы были отлиты три колокола общей массой 18 000 кг. Для наружной облицовки стен использован гранит, крыша сделана из меди. Венчают здание четыре луковичные главы (три на башнях и одна над главным куполом), покрытые 22-каратным золотом.
Пространство нефа делят двадцать колонн. Для внутреннего украшения стен использованы преимущественно мрамор и известняк. Всё здание может вмещать более 1000 человек.
И экстерьер, и интерьер здания украшены мозаиками, на которые ушло более 5 миллионов кусочков цветного стекла. Центральный портал украшает мозаичная картина Преображения, непосредственно над дверями находятся следующие изображения: архангел Михаил побеждает сатану (слева), Богоматерь (центр), Давид побеждает Голиафа (справа). Внутри здания имеются две мозаики — апсиду украшает 20-метровое изображение Богоматери Оранты, окружённой ангелами и архангелами. В центральном куполе находится изображение Христа Пантократора.

## Кинематограф
В 1995 году за сумму в $ 10 000 руководство фонда дало разрешение на киносъёмки на территории собора. Здесь было снято несколько сцен картины Джона Карпентера «В пасти безумия». В фильме собор предстаёт зловещей Чёрной церковью, «резиденцией зла, которое старше человечества… местом боли и страдания за пределами человеческого понимания». Скорее всего, руководство собора не было знакомо со сценарием.

## Район Кафедрал-таун
Кафедрал-таун(англ. Cathedraltown) — запланированный район с населением около 3000 человек в городе Маркем. Кафедрал-таун был назван в честь Спасо-Преображенского собора, вокруг которого район и был построен.